# فریبرز مرادی
فریبرز مرادی (زادهٔ ۲۲ فروردین ۱۳۴۳ سبزوار و درگذشتهٔ ۸ اردیبهشت ۱۳۸۷ تهران) بازیکن ایرانی فوتبال بود. وی در تیم‌های پرسپولیس و کشاورز عضویت داشت و نیز مدتی عضو تیم ملی فوتبال ایران بود. او یکی از با اخلاق‌ترین و محجوب‌ترین بازیکنان فوتبال دهه ی ۶۰ به حساب می‌آید و جزو معدود فوتبالیست‌هایی بود که تحصیلات آکادمیک داشت. مدرک دانشگاهی وی لیسانس تربیت بدنی است.

## دوران بازی

### دوران باشگاهی
وی فوتبال را از باشگاه جوانان پرسپولیس آغاز کرد و سپس به تیم بزرگسالان پرسپولیس پیوست. در سال ۱۳۷۲ به تیم کشاورز پیوست و مدتی کاپیتان این تیم بود.
وی همچنین مربیگری تیم کشاورز و سرمربیگری تیم جوانان و امید پرسپولیس را در سابقه ی خود دارد.

### دوران بین‌المللی
او در رقابت‌های مقدماتی جام جهانی فوتبال ۱۹۹۰ عضو تیم ملی فوتبال ایران بود.

## مرگ
وی روز ۸ اردیبهشت سال ۱۳۸۷ در خانه‌اش هنگامی که مشغول تعمیر کولر بود بر اثر برق‌گرفتگی درگذشت. پیکر وی در بهشت زهرا قطعه نام‌آوران به خاک سپرده شد. مرادی هنگام مرگ ۴۳ ساله بود.